# Barbara Janiszewska
Barbara Janiszewska-Sobotta, née Lerczak le 4 décembre 1936 à Poznań et morte le 20 novembre 2000 à Cracovie, est une athlète polonaise spécialiste des épreuves de sprint. 

## Carrière
En 1958, lors des Championnats d'Europe de Stockholm, Barbara Janiszewska remporte le titre du 200 m dans le temps de 24 s 1, et décroche par ailleurs la médaille de bronze au titre du relais 4 × 100 m. Sélectionnée pour les Jeux olympiques de 1960, elle se classe cinquième du 200 m et obtient la médaille de bronze du 4 × 100 m à nouveau aux côtés de ses coéquipières Teresa Wieczorek, Celina Jesionowska et Halina Richter.
En 1962, aux Championnats d'Europe de Belgrade, la Polonaise se classe troisième de la finale du 200 m derrière l'Allemande Jutta Heine et la Britannique Dorothy Hyman. Elle décroche par ailleurs le titre du relais 4 × 100 m en compagnie de Teresa Ciepły, Elżbieta Szyroka et Maria Piątkowska.
En outre, elle a remporté dix-sept titres aux championnats de Pologne et a amélioré 27 fois le record de Pologne. Pour ces exploits, elle a reçu, entre autres, la médaille d'or pour les exploits sportifs exceptionnels et la croix de chevalier de l'ordre Polonia Restituta.

### Palmarès
| Date | Compétition           | Lieu      | Résultat | Performance |
| ---- | --------------------- | --------- | -------- | ----------- |
| 1958 | Championnats d'Europe | Stockholm | 1re      | 200 m       |
| 1958 | Championnats d'Europe | Stockholm | 3e       | 4 × 100 m   |
| 1959 | Universiades          | Turin     | 2e       | 200 m       |
| 1960 | Jeux olympiques       | Rome      | 5e       | 200 m       |
| 1960 | Jeux olympiques       | Rome      | 3e       | 4 × 100 m   |
| 1961 | Universiades          | Sofia     | 1re      | 200 m       |
| 1961 | Universiades          | Sofia     | 2e       | 4 × 100 m   |
| 1962 | Championnats d'Europe | Belgrade  | 3e       | 200 m       |
| 1962 | Championnats d'Europe | Belgrade  | 1re      | 4 × 100 m   |
| 1964 | Jeux olympiques       | Tokyo     | 6e       | 200 m       |

### Records
| Épreuve | Performance | Lieu      | Date         |
| ------- | ----------- | --------- | ------------ |
| 100 m   | 11 s 4      | Bydgoszcz | 23 août 1963 |
| 200 m   | 23 s 6      | Olsztyn   | 7 août 1960  |